# Vàng(I) sulfide
Vàng(I) sulfide là một hợp chất vô cơ có công thức hoá học là Au2S. Nó là một trong hai loại hợp chất chính chứa lưu huỳnh của vàng, ngoài ra có vàng(III) sulfide với công thức Au2S3.

## Tính chất vật lí và hóa học

### Tính chất vật lí
Vàng(I) sulfide có màu đỏ nâu đậm, không tan trong nước và nóng chảy ở nhiệt độ 240 độ C. Nó có khối
Điều chế
Nó có thể được điều chế bàng cách xử lý vàng(I) chloride hoặc đicyanoaurat với hydro sulfide:
H2S + 2KAu(CN)2 → Au2S + 2KCN + 2HCN